# Jordan Peterson
Jordan Bernt Peterson (Fairview, Alberta; 12 de junio de 1962) es un psicólogo clínico, escritor e intelectual canadiense. Peterson ha sido caracterizado políticamente como un «liberal clásico», y como un «conservador tradicionalista». Sus principales áreas de estudio son la psicopatología, psicología social y de la personalidad, con un interés particular en la psicología de las creencias religiosas e ideológicas, y la evaluación y mejora de la personalidad y el rendimiento laboral. Es profesor en la Universidad de Toronto.
Publicó su primer libro, Mapas de sentidos, en 1999, el cual está disponible de manera gratuita en su sitio web personal. Su segundo libro, 12 reglas para la vida, fue publicado en enero de 2018.
Posee un canal de YouTube en el que publica las grabaciones de sus clases, entre otros contenidos. En 2016, Peterson publicó una serie de videos en los que criticaba la corrección política y el proyecto de ley C-16 del gobierno canadiense. Por estos videos, comenzó a recibir una importante atención mediática.

## Infancia
Peterson nació el 12 de junio de 1962 y creció en Fairview (Alberta), un pequeño pueblo al noroeste de Edmonton, en Canadá. Es el mayor de tres hermanos. Su madre, Beverley, era bibliotecaria y su padre, Walter Peterson, maestro de escuela. Su segundo nombre, Bernt, proviene de su bisabuelo noruego. Peterson fue criado como cristiano.
Cuando tenía trece años, la bibliotecaria de su escuela, Sandy Notley, le presentó los escritos de George Orwell, Aldous Huxley, Aleksandr Solzhenitsyn y Ayn Rand, en los cuales se inspiró para formar sus ideas. Trabajó para el Nuevo Partido Democrático (NDP) a lo largo de su adolescencia, pero se desilusionó con el partido debido a que, según sus palabras, poseía una preponderancia de «intelectuales creídos, socialistas de clase media, bien vestidos» a quienes «no les agradan los pobres, sino que tan solo odian a los ricos». Abandonó el NDP a los dieciocho años.

## Educación
Peterson estudió ciencias políticas y literatura inglesa en el Colegio Regional Grande Prairie y también asistió a la Universidad de Alberta, donde obtuvo un Bachiller de Artes en 1982. Una vez concluidos sus estudios, se tomó un año libre para viajar por Europa. Allí desarrolló un interés por los orígenes psicológicos de la Guerra Fría, y particularmente sobre los totalitarismos europeos del siglo XX. Durante su estadía en Europa no podía dejar de pensar en la escalada de la carrera armamentista nuclear. Como resultado de esto, comenzó a preocuparse y razonar sobre la capacidad de la humanidad para el mal y la destrucción, y profundizó su estudio de las obras de Carl Jung, Friedrich Nietzsche, Aleksandr Solzhenitsyn y Fiódor Dostoyevski. A continuación regresó a la Universidad de Alberta donde en 1984 se licenció en psicología. En 1985, se mudó a Montreal para asistir a la Universidad McGill. Obtuvo su doctorado en psicología clínica bajo la supervisión de Robert O. Pihl en 1991, y permaneció como investigador postdoctoral en el Douglas Hospital de McGill hasta junio de 1993, trabajando con Pihl y Maurice Dongier.

## Carrera profesional
Entre 1993 y 1998, Peterson vivió en Arlington (Massachusetts), donde trabajó como profesor e investigador en el departamento de psicología de la Universidad de Harvard. Durante su tiempo en Harvard, estudió la influencia del abuso de drogas y alcohol en el aumento del comportamiento agresivo de las personas y supervisó una serie de propuestas de tesis poco convencionales. En julio de 1998 regresó a Canadá y ocupó un puesto como profesor titular en la Universidad de Toronto.
Sus áreas de estudio e investigación abarcan los campos de la psicofarmacología, la psicología anormal, la neuropsicología, la psicología clínica, la psicología de la personalidad, la psicología social, industrial y organizacional, así también como la psicología religiosa, ideológica, política y de la creatividad. Peterson es autor y coautor de más de cien trabajos académicos. Tiene más de dos décadas de práctica clínica, atendiendo a veinte pacientes a la semana, pero en 2017 decidió suspender la práctica debido a sus nuevos proyectos.
En 2004, una serie de televisión basada en su libro Maps of Meaning: The Architecture of Belief se emitió en el canal TVOntario. También ha aparecido en otros programas de ese mismo canal como Big Ideas, y también como invitado frecuente en el programa The Agenda with Steve Paikin desde 2008.

## Obra

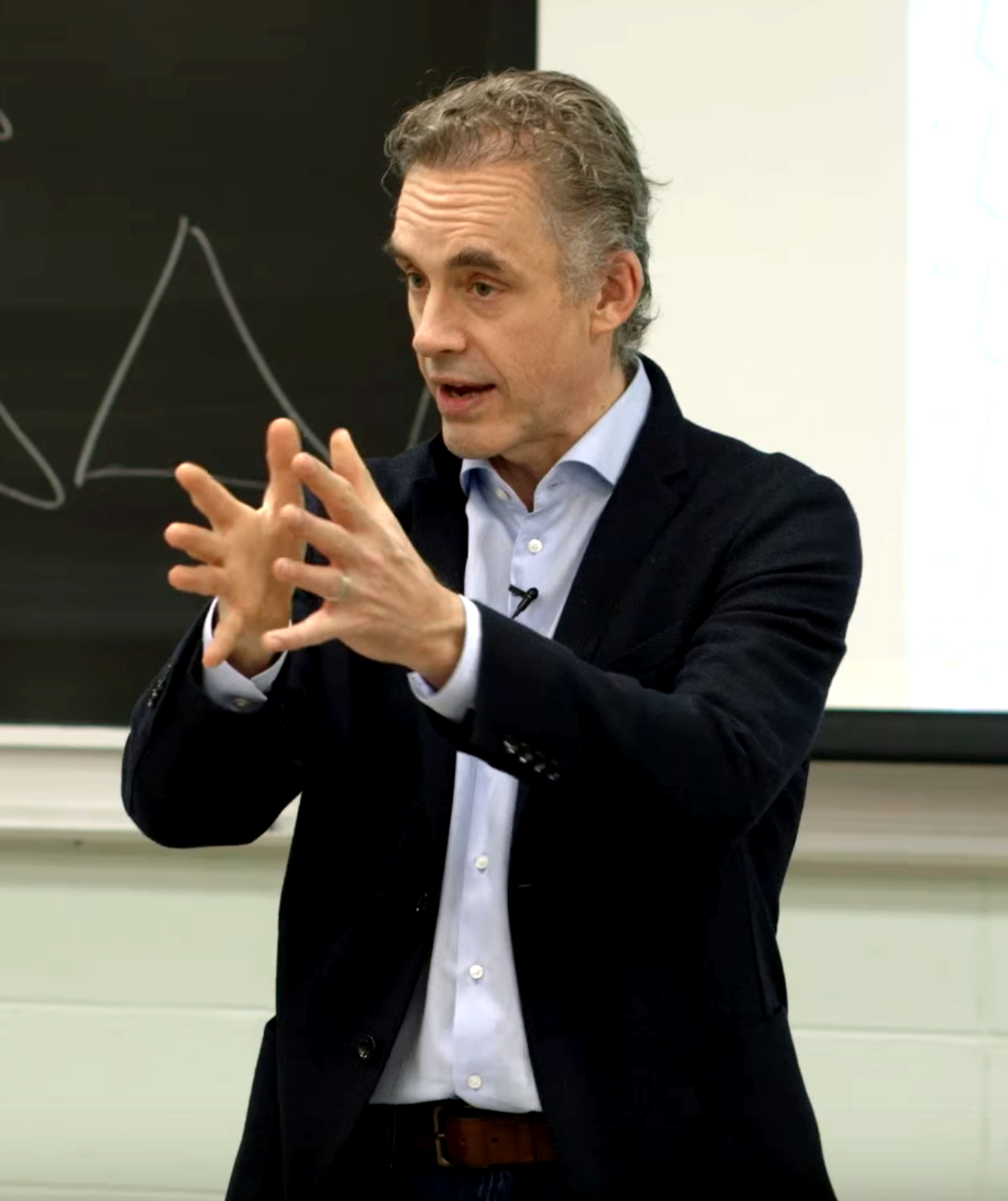
Peterson en la Universidad de Toronto en marzo de 2017

### Maps of Meaning: The Architecture of Belief
En 1999, la editorial Routledge publicó Maps of Meaning: The Architecture of Belief. El libro, el cual tardó trece años en completar, describe una teoría exhaustiva de cómo las personas construyen sus ideas y creencias, basándose en la figura mitológica del héroe explorador. Proporciona una interpretación de los modelos religiosos y míticos de la realidad presentados de una manera compatible con la comprensión científica moderna de cómo funciona el cerebro. Según Craig Lambert, en una de sus publicaciones en Harvard Magazine, el libro sintetiza ideas extraídas de la mitología, la religión, la literatura y la filosofía, así como de investigación neuropsicológica en «la tradición clásica y anticuada de las ciencias sociales».
El objetivo principal de Peterson era examinar por qué tanto individuos como grupos se involucran en conflictos sociales, buscando también dilucidar el mecanismo que los individuos utilizan para validar sus sistemas de creencias (es decir, su identificación ideológica) que resultan muchas veces en atrocidades patológicas como el campo de concentración de Auschwitz, los gulags, o el genocidio de Ruanda. Explora los orígenes del mal y también postula que hacer un análisis de las distintas ideas religiosas del mundo podría permitirnos entender nuestra moralidad más esencial como seres humanos, para así, poder desarrollar un sistema moral universal.
Según Peterson, existe una lucha entre el caos (característico de lo desconocido) y el orden (característica de lo explorado y conocido). Los humanos con su capacidad de pensamiento abstracto también crean una territorialidad abstracta, es decir, los sistemas de creencias que «regulan nuestras emociones». Una amenaza potencial a una creencia importante desencadena reacciones emocionales que son potencialmente seguidas por intentos patológicos de enfrentarse al caos interno, y según Peterson «la gente generalmente prefiere que la guerra sea algo externo, en lugar de interno (...) en lugar de reformular nuestras creencias cuestionadas». El principio entre estas dos fuerzas naturales es el logos (conciencia), y las figuras heroicas son aquellas que dan forma a la cultura y la sociedad como intermediarios entre estas.

### 12 Rules for Life: An Antidote to Chaos
En enero de 2018, Penguin Random House publicó el segundo libro de Peterson, 12 Rules for Life: An Antidote to Chaos. El trabajo contiene principios éticos abstractos sobre la vida, en un estilo más accesible que Maps of Meaning. Para promocionar el libro, Peterson hizo una gira mundial. Como parte de la gira, Peterson fue entrevistado por Cathy Newman en Channel 4 News. En poco tiempo, la entrevista recibió una atención considerable y más de siete millones de visitas en YouTube. El libro alcanzó el número 1 en ventas de libros de Amazon en los Estados Unidos y Canadá y el número cuatro en el Reino Unido. También encabezó otras listas de ventas en Canadá, Estados Unidos y el Reino Unido.

### Beyond Order: 12 More Rules for Life
En noviembre de 2020, Peterson anunció su tercer libro, Beyond Order: 12 More Rules for Life. El libro salió a la venta el 2 de marzo de 2021.

## Crítica política

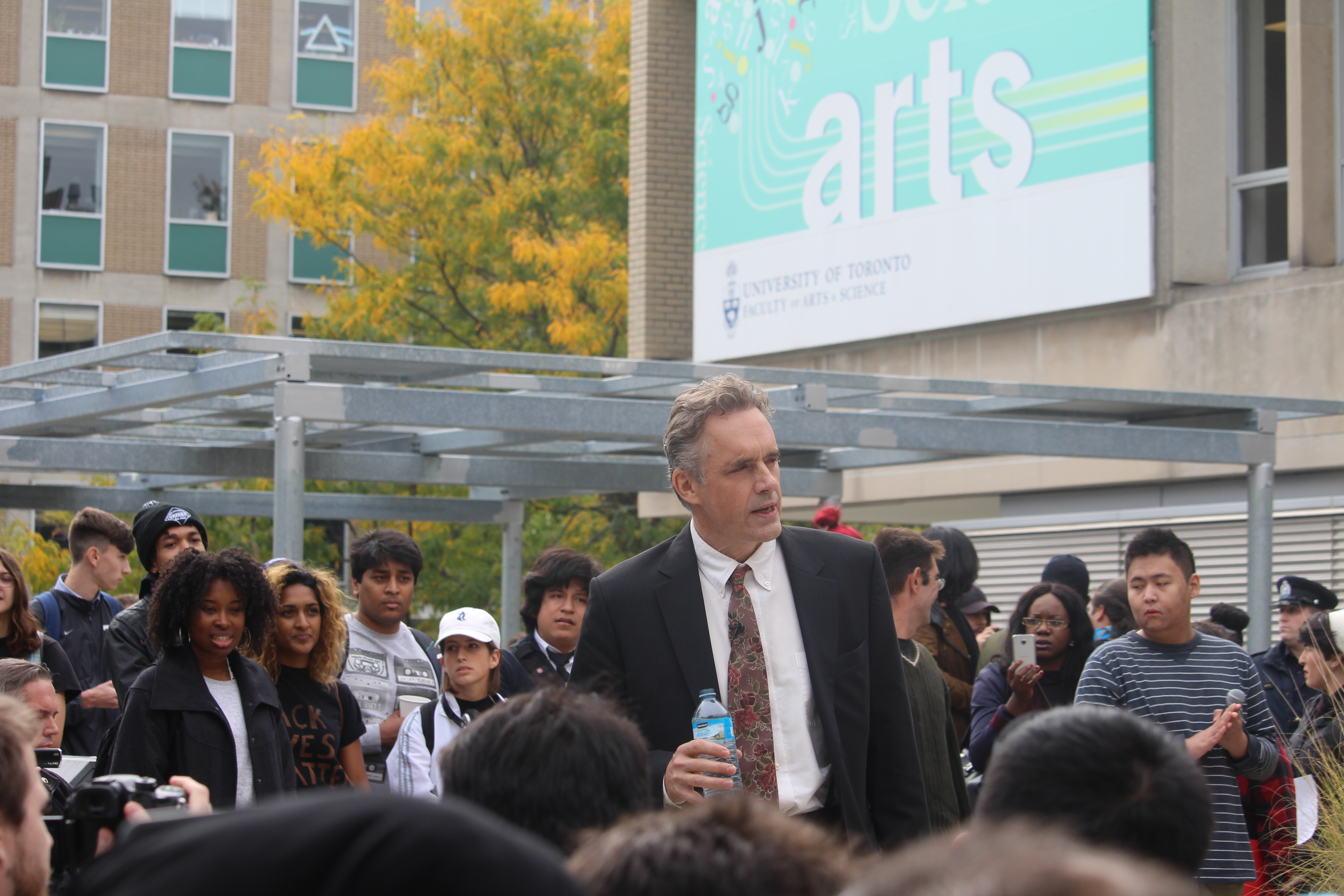
Peterson hablando en una manifestación de libertad de expresión en octubre de 2016

Peterson ha sido caracterizado políticamente como un «liberal clásico», y como un «conservador tradicionalista». Yoram Hazony escribió en The Wall Street Journal que el «éxito sorprendente de sus elevados argumentos a favor de la importancia del orden lo ha convertido en el pensador conservador más importante que ha aparecido en el mundo de habla inglesa en una generación». El New York Times lo describió como «de tendencia conservadora», mientras que The Washington Post lo clasificó como «conservador». Peterson ha rechazado que comúnmente se le confunda con ser «de derechas». Otros lo catalogan como de derechas.
Nathan J. Robinson, de la revista progresista Current Affairs, opina que Peterson ha sido visto «como todo, desde un apologista fascista, hasta un liberal de la Ilustración, porque sus palabras vacías son una especie de test de Rorschach sobre el que se pueden proyectar innumerables interpretaciones».
Peterson afirma que las universidades son en gran parte responsables de una ola de lo políticamente correcto que ha aparecido en América del Norte y Europa. Sostiene que ha visto el aumento de la insistencia en lo políticamente correcto en los campus desde principios de la década de 1990. Sostiene que la «cultura apropiada» ha sido socavada por el «posmodernismo y el neomarxismo». Las críticas de Peterson a lo políticamente correcto abarcan temas como el feminismo, el posmodernismo, la teoría crítica de la raza, el concepto de supremacismo blanco, la apropiación cultural y el ecologismo. Igualmente, Peterson considera real la teoría de la conspiración llamada marxismo cultural y su presencia en las universidades europeas y estadounidenses.
Peterson ha argumentado que existe una «crisis de masculinidad» en curso y una «reacción violenta contra la masculinidad» en la que «el espíritu masculino está siendo atacado». Peterson critica a la izquierda, ha argumentado que la izquierda caracteriza a la jerarquía social existente como un «patriarcado opresivo» que «no quiere admitir que la jerarquía actual podría basarse en la competencia». Ha dicho que es probable que los hombres sin pareja se vuelvan violentos, y ha señalado que la violencia masculina es reducida en sociedades en las que la monogamia es una norma social. Ha atribuido el ascenso de Donald Trump y los políticos europeos de extrema derecha a lo que él dice que es una reacción negativa a un impulso para «feminizar» a los hombres, ha afirmado que «si se presiona demasiado a los hombres para que feminicen, se interesarán cada vez más en la ideología política fascista». Durante una entrevista de TV en 2018 en la que se enfrentó a la entrevistadora Cathy Newman sobre el tema de la brecha salarial de género, se opuso al argumento de que la disparidad se debe a la discriminación sexual.
En febrero de 2017, Maxime Bernier, candidato a líder del Partido Conservador de Canadá, declaró que después de reunirse con Peterson y discutirlo había decidido oponerse al proyecto de ley C-16, que protege la expresión de género y la identidad de género y castiga los delitos de odio. En mayo de 2017, Peterson comenzó la serie de conferencias de vídeo en vivo titulada «El significado psicológico de las historias bíblicas», en las que analiza las narrativas arquetípicas en el Libro del Génesis como patrones de comportamiento ostensiblemente vitales para la vida personal, social y estabilidad cultural.
En 2022, llamó al actor transgénero Elliot Page por su anterior nombre, Ellen, y usó el pronombre «ella»; llamó «idiota» (en inglés prick) a un asesor del primer ministro de Canadá; y criticó a los ambientalistas. Por estos comentarios, el Colegio de Psicólogos de Ontario acusó a Peterson de falta de profesionalidad y le pidió que acudiera a un programa de entrenamiento para cambiar su conducta. El consejo editorial del periódico Wall Street Journal salió en defensa de Peterson diciendo que había contra él una campaña para «reeducarle».

## Libros

### Como autor
- Peterson, Jordan B. (1999). Maps of Meaning: The Architecture of Belief. Routledge. ISBN 0415922224.
- Peterson, Jordan B. (2018). 12 Rules for Life: An Antidote to Chaos. Penguin Random House. ISBN 0345816021. Traducido al castellano 12 Reglas para vivir: Un antídoto al caos. Planeta, 2018.
- Peterson, Jordan B. (2021). Beyond Order: 12 More Rules for Life. Penguin Random House. ISBN 9780593084649.

## Filmografía
- The Rise of Jordan Peterson (2019)
- No Safe Spaces (2019)[56]
- What is a Woman? (2022)[57]